# Arbanitis paulaskewi
Espèce
Synonymes
- Misgolas paulaskewi Wishart, 2011

Arbanitis paulaskewi est une espèce d'araignées mygalomorphes de la famille des Idiopidae.

## Distribution
Cette espèce est endémique de Nouvelle-Galles du Sud en Australie. Elle se rencontre vers Bega et Bermagui.

## Description
La carapace du mâle holotype mesure 6,75 mm de long sur 5,83 mm et l'abdomen 6,45 mm de long sur 3,93 mm.

## Étymologie
Cette espèce est nommée en l'honneur de Paul Askew.

## Publication originale
- Wishart, 2011 : Trapdoor spiders of the genus Misgolas (Mygalomorphae: Idiopidae) in the Illawarra amd south coast regions of New South Wales, Australia. Records of the Australian Museum, vol. 63, no 1, p. 33-51 (texte intégral).